# Henry Ettinghausen
Henry Ettinghausen (Hampton, Inglaterra, 1940) es profesor emérito de estudios hispánicos de la Universidad de Southampton y catalanófilo británico.

## Biografía
Entre 1951 y 1957 Ettinghausen se educó en la City of London School. En 1961, se licenció en literatura francesa y española en la Universidad de Oxford, donde se doctoró con una tesis sobre "Francisco de Quevedo and the Neostoic Movement," dirigida por el catedrático Sir Peter Russell. En 1962 se casó en Oxford con Mercè de la Cruz i Soler (de casada, Mercè Ettinghausen). Después de un año ensenyando en la Universidad de Hull, llegó, en 1965, al Department of Spanish de la de Southampton, primero bajo la dirección de Nigel Glendinning y, después, de Ian Michael. Mercè Ettinghausen, graduada en estudios europeos y profesora de lengua catalana en el mismo departamento, publicó en 2009 sus memorias de infancia durante la guerra civil y su exilio en Serrallonga (Vallespir), tituladas 'Ombres sota un cel radiant' (Girona, CCG Edicions). El segundo volumen -'Mitja vida a Anglaterra'- se publicó en Girona, en 2020. Desde 1983 hasta 2001, Ettinghausen fue catedrático de Estudios Hispánicos de aquella Universidad, de la cual actualmente es profesor emérito.
Sus publicaciones versan principalmente sobre la obra de Quevedo, las autobiografías de soldados del Siglo de Oro (Alonso de Contreras y Diego Duque de Estrada), y la primera prensa hispana y europea, especialmente entre los siglos XV y XVII. Además, ha publicado artículos sobre El Quijote, Francesc Fontanella, Lope de Vega, Torres Villarroel, Luis de León, Eugeni d'Ors y Carles Fontserè.
Habiéndole concedido el Reino de España el grado de Encomienda de la Orden de Isabel la Católica por su labor como hispanista, en 2003 recibió de la Generalidad de Cataluña la Creu de Sant Jordi por su vinculación a los estudios de lengua y literatura catalanas en Gran Bretaña -donde llegó a presidir la Anglo-Catalan Society entre 1984 y 1987-, y, particularmente, por el apoyo que prestó a la devolución de la documentación confiscada por la dictadura franquista a Cataluña como miembro de la Comissió de la Dignitat. Fue también vicepresidente de la AISO (Asociación Internacional Siglo de Oro) entre 1993 y 1996 y presidente de la SIERS (Sociedad Internacional para el Estudio de las Relaciones de Sucesos) del 2007 al 2013.

## Publicaciones principales
- HOW THE PRESS BEGAN. THE PRE-PERIODICAL PRINTED NEWS IN EARLY MODERN EUROPE. (Janus, Anexo 3, 2015) Digital, de acceso gratuito, 304 pp, 80 ills.
- Cristòfol Despuig, Dialogues. A Catalan Renaissance Colloquy Set in the City of Tortosa, trad. Henry Ettinghausen (Barcelona/Woodbridge, Barcino/Támesis, 2014).
- Francisco de Quevedo and the Neostoic Movement, Oxford Modern Languages and Literature Monographs (Oxford University Press, 1972).
- Diego Duque de Estrada, Octavas rimas a la insigne victoria conseguida por el marqués de Santa Cruz (Exeter UP, 1980).
- Diego Duque de Estrada, Comentarios del desengañado de sí mismo. Vida del mismo autor (Castalia, Madrid, 1983).
- Francisco de Quevedo, Los sueños (Planeta, Barcelona, 1984).
- Prince Charles and the King of Spain's Sister: What the Papers Said, Inaugural Lecture (Southampton, 1985).
- Alonso de Contreras, Discurso de mi vida (Espasa Calpe, Madrid, 1989).
- La Guerra dels Segadors a través de la premsa de l'època, 4 vols (Curial, Barcelona, 1993).
- Noticias del siglo XVII: relaciones de sucesos naturales y sobrenaturales (Puvill, Barcelona, 1995).
- Notícies del segle XVII: La Premsa a Barcelona entre 1612 i 1628 (Arxiu Municipal, Ajuntament de Barcelona, 2000).
- [Con Manuel Borrego] Andrés de Almansa y Mendoza, Obra periodística (Castalia, Nueva Biblioteca de Erudición y Crítica, 20, Madrid, 2001).
- [Con Didac Ettinghausen] La Vall de la Pera (Girona, Quaderns de la Revista de Girona, 2005).
- Barcelona, un centre mediàtic abans del 1714 (Ajuntament de Barcelona, 2009).
- Quevedo neoestoico, Anejos de La Perinola, 21 (Pamplona, Ediciones Universidad de Navarra, 2009).